# Hemigraphis mediocris
Hemigraphis mediocris là một loài thực vật có hoa trong họ Ô rô. Loài này được Bremek. mô tả khoa học đầu tiên năm 1944.